# Jean Valère
Pour les articles homonymes, voir Blum et Valère.
Jean Valère, né Jean Georges Blum le 21 mai 1925 dans le 16e arrondissement de Paris où il est mort le 29 mai 2017 dans le 15e arrondissement, est un réalisateur français.

## Biographie
Jean Valère participe à la Résistance dans le Vercors. Après la Libération, il travaille comme assistant de plusieurs réalisateurs, notamment Marcel Carné, Max Ophüls et André Cayatte.

## Filmographie

### Comme réalisateur

#### Court métrage
- 1956 : Paris la nuit (coréalisateur : Jacques Baratier)

#### Longs métrages
- 1959 : La Sentence
- 1961 : Les Grandes Personnes
- 1964 : Le Gros Coup
- 1966 : Anatole (téléfilm)
- 1968 : La Femme écarlate
- 1970 : Mont-Dragon
- 1978 : Il était un musicien, épisode : Monsieur Satie
- 1982 : La Baraka
- 1985 : Vive la mariée (téléfilm)

### Comme assistant-réalisateur
- 1946 : L'Arche de Noé d'Henry Jacques
- 1947 : Le Destin exécrable de Guillemette Babin de Guillaume Radot
- 1948 : Jo la Romance de Gilles Grangier
- 1949 : La Maternelle d'Henri Diamant-Berger
- 1949 : Mademoiselle de La Ferté, de Roger Dallier
- 1950 : La Marie du port de Marcel Carné
- 1950 : Meurtres de Richard Pottier
- 1951 : Caroline chérie de Richard Pottier
- 1951 : Le Plaisir de Max Ophüls
- 1952 : Violettes impériales - (Violetas imperiales) de Richard Pottier
- 1953 : Thérèse Raquin de Marcel Carné
- 1953 : Avant le déluge d'André Cayatte
- 1953 : Mam'zelle Nitouche d'Yves Allégret
- 1954 : La Belle Otero de Richard Pottier
- 1955 : Le Dossier noir d'André Cayatte
- 1955 : Les salauds vont en enfer de Robert Hossein

## Publication
- Jean Valère, Le Film de ma vie, préface Umberto Eco, Lormont Le Bord de l'eau, 2011